# Circuit Carole
Der Circuit Carole ist eine permanente Motorsport-Rennstrecke für Motorräder und Karts. Sie befindet sich in Tremblay-en-France im Département Seine-Saint-Denis, ca. 20 km nordöstlich von Paris und wird von der Fédération Française de Motocyclisme (FFM) verwaltet. Die Strecke ist nur 4 km südwestlich des Hauptterminals des Pariser Großflughafens Charles de Gaulle gelegen.

## Geschichte

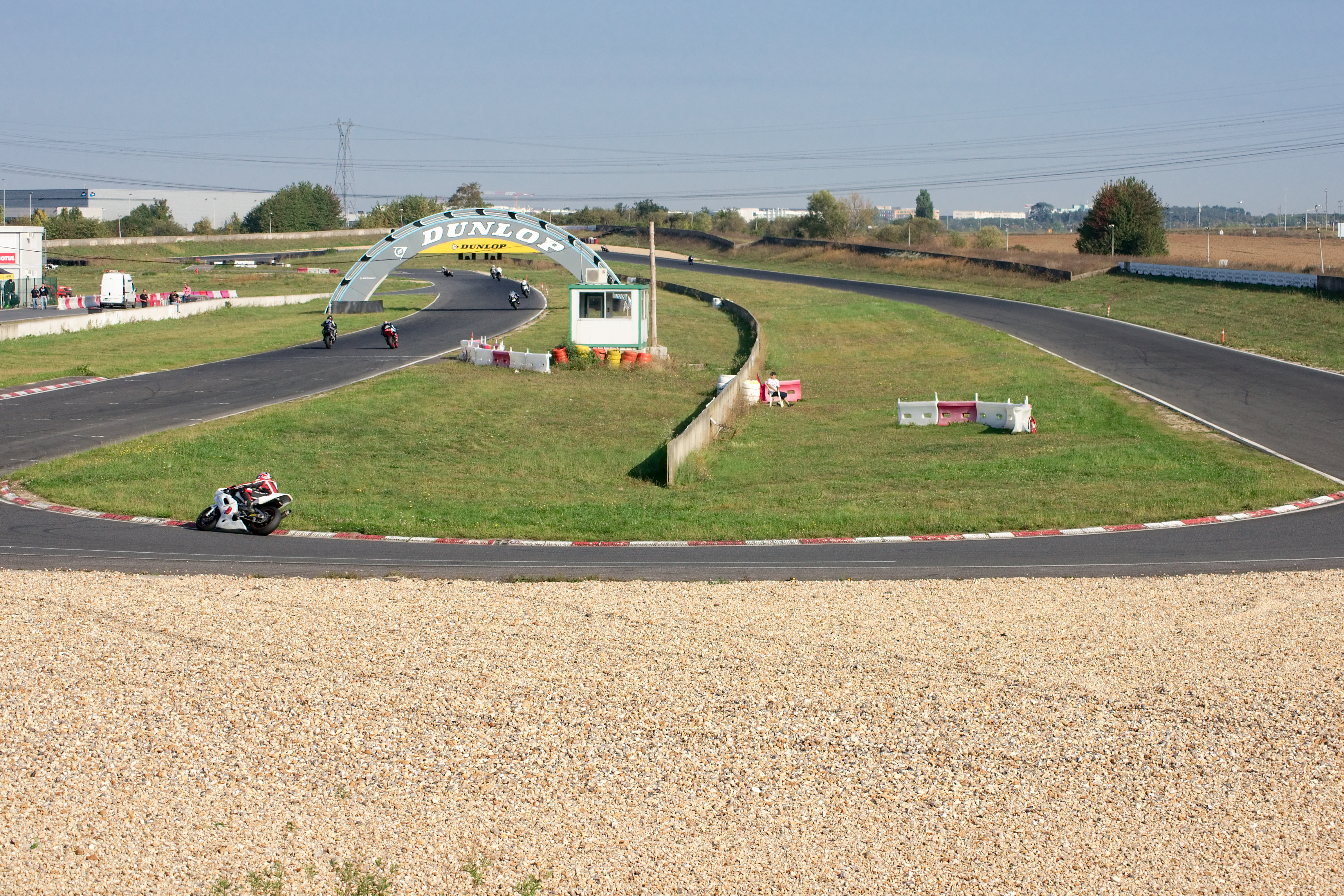
Letzte Kurve und Start-Zielgerade (links) des Circuit Carole

Die Strecke wurde nach Carole Le Fol benannt, die im Alter von 18 Jahren am 23. September 1977 bei einem der letzten illegalen Rennen, die die Pariser Motorradfahrer Mitte der 1970er Jahre jeden Freitagabend rund um den großen Lebensmittelgroßmarkt in Rungis bei Orly veranstalteten, ums Leben kam. Nach dem letzten von zahlreichen Todesfällen beschloss die französische Regierung, in der Nähe des Flughafens Paris-Charles-de-Gaulle eine neue, den Sicherheitserfordernissen für Motorrädern angepassten Rennstrecke zu bauen, um die illegalen Rennen zu unterbinden. 1979 stimmte die Stadtverwaltung von Tremblay-lès-Gonesse auf Ersuchen des Staates zu, auf dem Gemeindegebiet vorübergehend eine Rennstrecke zu errichten. Diese wurde am 1. Dezember 1979 eingeweiht.
1983 übernahm das Département Seine-Saint-Denis im Rahmen eines Pachtvertrages den Betrieb der Strecke. Im Jahr 2010 beschloss man die Verwaltung der Anlage aus Kostengründen aufzugeben. Der Staat übertrug daraufhin die Verwaltung ab dem 1. Januar 2012 an die FFM.

## Streckenbeschreibung
Die Strecke hat eine Gesamtlänge von 2055 m bei einer durchschnittlichen Breite von 9 m und kann mittels zweier Kurzanbindungen in 2 parallel betreibbare, kürzere Teilstrecken unterteilt werden. Die Anlage hat eine Größe von 18 Hektar und umfasst auch eine kleinere Kartbahn im Südosten des Geländes.

## Veranstaltungen
Der Circuit Carole war zwischen 1985 und 2024 insgesamt 46 mal Saisonstation des Championnat de France de Side Car. Die französische Superbike-Meisterschaft trat zwischen 1986 und 2024 bislang ebenfalls 46 mal auf der Strecke an. Derzeit (Stand 2024) ist die Strecke 4 mal im Jahr Veranstaltungsort größerer nationaler Motorsport-Veranstaltungen für Zweiräder.